# Chef-Boutonne
Chef-Boutonne is een gemeente in het Franse departement Deux-Sèvres (regio Nouvelle-Aquitaine) en telt 2193 inwoners (2005). De plaats maakt deel uit van het arrondissement Niort.

## Geschiedenis
Chef-Boutonne was de hoofdplaats van het gelijknamige kanton tot dit op 22 maart 2015 werd opgeheven en de gemeenten werden opgenomen in het kanton Melle.
Op 1 januari 2019 werden de gemeenten La Bataille, Crézières en Tillou opgeheven en opgenomen in de gemeente Chef-Boutonne, die daardoor de status van commune nouvelle kreeg.

## Geografie
De oppervlakte van Chef-Boutonne bedraagt 19,9 km², de bevolkingsdichtheid is 110,2 inwoners per km².
De onderstaande kaart toont de ligging van Chef-Boutonne met de belangrijkste infrastructuur en aangrenzende gemeenten.

## Demografie
Onderstaande figuur toont het verloop van het inwonertal (bron: INSEE-tellingen).

## Geboren
- Jean-François Cail (1804-1871), ingenieur en industrieel